# Breathing Space
Breathing Space is een Britse muziekgroep, die min of meer toevallig is ontstaan uit een soloproject van hun leider Iain Jennings.
Jennings stapte in 2007 uit Mostly Autumn om een solocarrière te beginnen. Het eerste album heette Breathing Space. Het album was redelijk succesvol binnen de progressieve rock en zo kwam het tot de band Breathing Space. Alhoewel Jennings Mostly Autumn had verlaten voor solo te gaan, hij bleef afhankelijk van die band voor musici. Eerst kwam Liam Davison vanuit Mostly Autumn, deze werd al snel vervangen door Bryan Josh, leider van Mostly Autumn. Josh bleef al die tijd voor Mostly Autumn spelen en was daar met Heather Findley de belangrijkste leverancier van muziek en tekst. Toen Findley in 2010 aangaf Mostly Autumn te verlaten (voor alweer een solocarrière), nam Josh Breathing Space-zangeres Olivia Sparnnen mee naar Mostly Autumn. Breathing Space moest op zoek naar nieuwe musici. Jennings zat ondertussen niet stil; hij toerde, net als Olivia Sparnnen, met Mostly Autumn mee. De bands blijken permanent aan elkaar gekoppeld te blijven, want beide bands spelen op 10 augustus 2010 op een rockfestival in Cambridge. Mostly Autumn in het hoofdprogramma, Breathing Space in het voorprogramma.
Mostly Autumn speelt progressieve muziek en dus Breathing Space ook. In januari 2011 komt het bericht, dat de band ophoudt te bestaan. In februari komt het bericht dat de samenstelling van mei 2010 exclusief de Jennings verdergaat als Stolen Earth.
In 2013 bracht Jennings My dark surprise uit.

## Leden
Anno mei 2010 bestond de band uit:
- Heidi Widdop - zang
- Adam Dawson - gitaar
- Iain Jennings - toetsinstrumenten
- Ben Jennings – toetsinstrumenten, percussie (broer van Iain)
- Paul Teasdale – basgitaar
- Barry Cassels – slagwerk.

## Ex-leden
- Olivia Sparnenn – zang, percussie
- Mark Rowen – gitaar
- John Hart – saxofoon, dwarsfluit, wind synthesizer
- Andrew Jennings – slagwerk (broer van Iain)

## Tijdelijke leden
- Liam Davison - gitaar (speelde mee op Breathing Space en Below the Radar en een aantal concerten)
- Bryan Josh – idem (sologitaar Breathing Space en een aantal concerten)
- Alex Hogg – gitaar (concerten)
- Andy Smith - basgitaar (concerten)
- Anne-Marie Helder – dwarsfluit (concerten) (ook Mostly Autumn)
- Howard Sparnenn – slagwerk (concerten) (vader van Olivia)
- Gary James - slagwerk (concerten)

## Discografie
- 2007: Breathing Space
- 2008: Coming up for Air
- 2009: Below the Radar
- 2010: Below the Radar Live